# 民族路 (高雄市)
民族路（Minzu Rd.）是高雄市的南北向重要幹道，北起左營區與仁武區高楠公路交界附近之霞海路口，南至民生一路口續接光華一路。同時也是省道台1線高雄市主要路段之一。另因三民區人口多及幅員廣，一些地方政府機關便以民族路作為分界線，區分成東西兩所。

## 行經行政區域
（由北至南）
- 左營區
- 三民區
- 新興區

## 分段
民族路共分為二個部份：
- 民族一路：北起於仁武區霞海路口續接高楠公路往楠梓，南至建國路口接民族二路。其中民族陸橋自九如路口起，跨過鐵路綠園道及建國路，至八德路口為止。從高楠公路開始到九如路口為台1線，九如路口至建國路口為台1戊線。
- 民族二路：北起建國路口接民族一路，南止於民生一路口接光華一路。

## 沿線設施
（由北至南）
- 民族一路
  - 高雄第一郵政代辦所(1083號)
  - 高雄市政府工務局養護工程處（保養廠、大隊處）(899號)
  - 高雄郵件處理中心(853號)
  - 高雄郵件中心郵局(853號)
  - 高雄市政府消防局新莊分隊(749號)
  - 文藻外語大學（900號）
  - 高雄市餐飲工會職業訓練中心(679號)
  - 新光銀行北高雄分行（523號）
  - 高雄鼎泰郵局(519號)
  - 鼎泰廣場公園
  - 高雄市三民區河堤國小 （页面存档备份，存于）
  - 明仁好室社會住宅（興建中）
  - 高雄市肉品市場(560號)
  - 大樂購物中心(463號)**悅誠廣場
  - 灣仔內站（高雄捷運環狀輕軌）
  - 隆峰寺（333之2號）
  - 高雄市政府警察局三民第二分局民族派出所(208號)
  - 十全滯洪池公園
  - 高雄市果菜市場(100號)
  - 高雄市三民區愛國國小(門牌設於十全一路)
  - 長谷世貿大樓(80號)
    - 50美術館(1樓)
    - 馬尼拉經濟文化辦事處高雄分處(9樓)
    - 港都廣播電台(34樓之1)

  - 高雄市農會信用部(77號)
  - 愛仁醫院(51號)
  - 民族陸橋（介於一、二路）
  - 民族公園
  - 高雄鐵路綠園道

- 民族二路
  - 民族陸橋（介於一、二路）
  - 新興公園
  - 靜和醫院(178號)
  - 榕之屋簡易籃球場(156號)(前美國第七艦隊駐高雄宿舍)
  - 京城企業大樓（97號）
    - 中國信託商業銀行民族分行（1樓）
    - 元大證券六合分公司（4樓）

  - 鼎新公園

## 本道路主要之交叉路
（由北至南。北接高楠公路，南接光華一路）
- 華夏路
- 大中路
- 天祥路
- 菜公路
- 裕誠路
- 明誠路
- 大昌路
- 大順路
- 灣興街
- 建工路－同盟路
- 晉元街
- 十全路
- 遼寧街
- 九如路

（民族陸橋）
- 建國路
- 八德路
- 七賢路
- 中東街
- 六合路
- 中正路
- 民生路

## 公車資訊
- 南台灣客運
  - 3 警廣站（重忠路）－高鐵左營站－捷運巨蛋站－龍勝路口（凹仔底公園）
  - 28 加昌站－楠梓區公所－高雄車站（建國路）
  - 90 民族幹線 高鐵左營站－新光三越（捷運三多商圈站）
  - 紅29 捷運後驛站－陽明國小（只經果菜市場）
- 漢程客運
  - 33 金獅湖站－捷運鹽埕埔站（大仁路）
  - 72 金獅湖站－中正高工
  - 紅30 澄清湖棒球場－高雄車站（建國路）（只經果菜公司）
  - 紅31 金獅湖站－高雄車站（建國路）（只經果菜公司）
  - 黃1 忠誠路口－實踐大學（高雄城區中心）
- 港都客運
  - 53 建軍站（捷運衛武營站）－高雄車站（中山路）（只經果菜公司）
- 高雄客運
  - 24 坔埔圓照寺－捷運巨蛋站
  - E25高旗六龜快線 六龜新站－美濃－旗山－國道十號－建國站（返程經高鐵左營站）
  - E28高旗美濃快線 美濃－旗山－國道十號－建國站
  - E32高旗甲仙快線 甲仙－旗山－國道十號－建國站
  - 8009 旗山北站－澄清湖－建國站（只經果菜公司）
  - 8023 建國站－楠梓－旗山北站
  - 8041C 高雄客運鳳山站－楠梓－岡山－茄萣站
- 義大客運
  - 8503 義大世界－市政大樓（四維三路）

## 公共自行車
- 高雄市公共自行車租賃系統：
  - 民族霞海路口：民族一路1188號(前人行道)
  - 華夏民族一路口：華夏路/民族一路(西北側)
  - 文藻外語大學正門：文守路168巷/民族一路口(北側)
  - 鼎泰廣場公園：民族一路/民族一路509巷口西側
  - 民族大昌路口：民族一路/大昌一路口西側
  - 民族聯興路50巷口：民族一路/聯興路50巷口(西南側人行道)
  - 大順民族路口：大順一路/民族一路口(西北側人行道)
  - 民族自忠街口：民族一路/自忠街(西北側)
  - 十全民族路口：十全路/民族路口東北側
  - 民族九如路口：民族一路/九如二路口西南側
  - 民族河南路口：民族二路/河南路口(南側)
  - 民族八德路口：民族八德路口西北側
  - 七賢民族二路口：七賢一路/民族二路口(西北側)

## 內部連結
- 高雄市主要道路列表